# Krait Malasiana
A Krait Malasiana (Bungarus candidus), também conhecida como Krait Azul, é uma serpente altamente venenosa da família Elapidae. Ela pode ser encontrada no oeste da Ásia e na Indonésia. Esta serpente possui hábitos noturnos e se trata de uma espécie agressiva quando ameaçada.

## Descrição

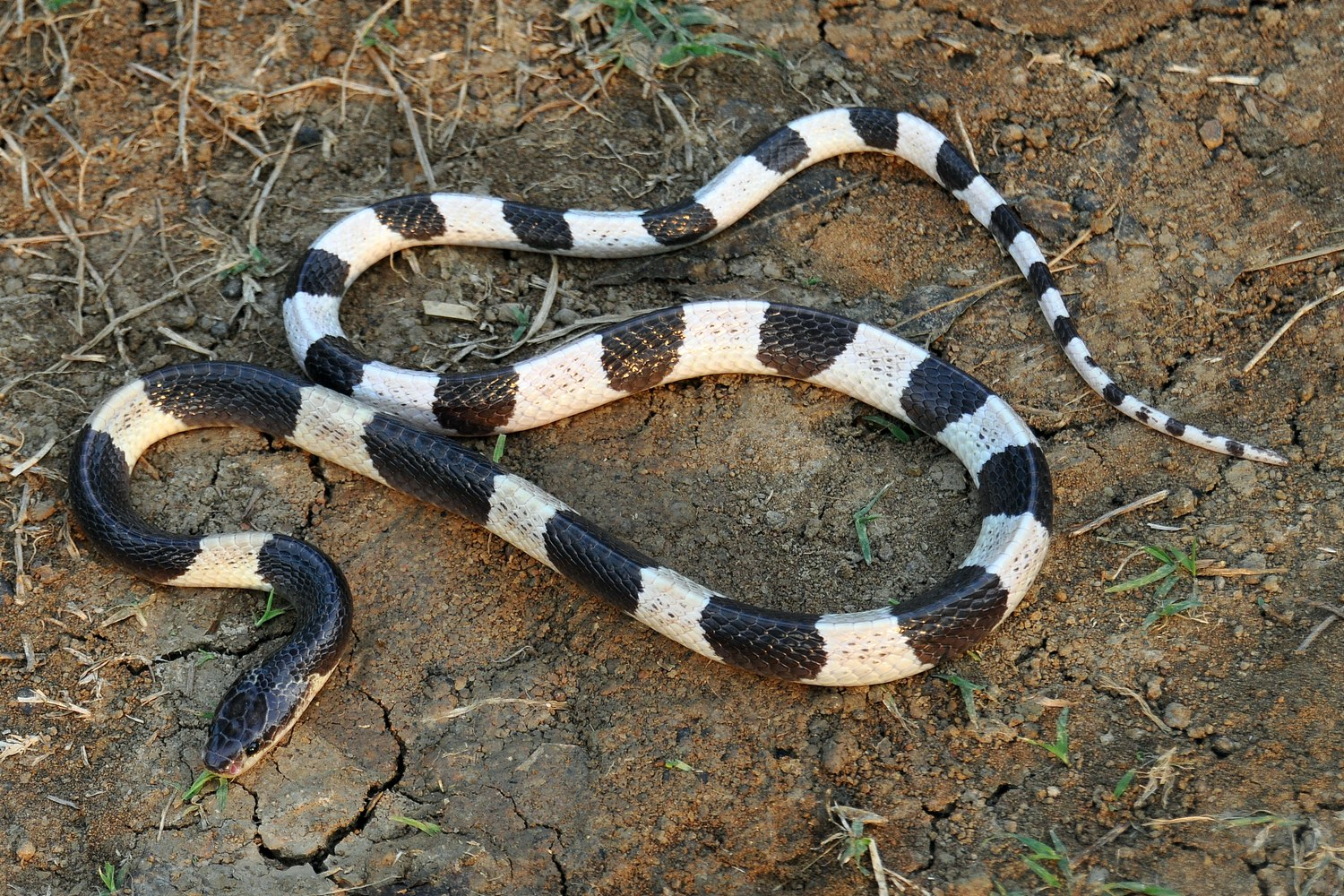
Krait Malasiana em Karawang, Java Ocidental, Indonésia.

A Krait Malasiana pode atingir um comprimento total de 108 cm (cerca de 3,5 pés), e com cauda de 16 cm (6,3 polegadas) de comprimento.
Sua coloração geralmente é preta e branca ou preta azulada e branca, com um padrão de cerca de 27 a 34 faixas transversais escuras sobre o corpo e sobre a cauda, que se tornam estreitas e arredondadas nas laterais. Essas faixas são separadas por espaços amplos de coloração branca-amarelada, que podem ser manchados de preto. A primeira faixa é continuação da coloração escura da cabeça. No ventre, são uniformemente brancas.
Um fenótipo preto sem faixas também ocorre em algumas populações de Bali e alegadamente das regiões oeste e central de Java.
As escamas dorsais suaves são dispostas em 15 fileiras, sendo a fileira acima da espinha a mais proeminente.

## Alimentação
A Krait Malasiana alimenta-se principalmente de outras serpentes e até mesmo canibalizam outras de sua espécie. Ela também se alimenta de pequenos mamíferos (como ratos e camundongos), lagartos e sapos . Os jovens são conhecidos por comer artrópodes.

## Veneno
O veneno da Krait é composto por potentes neurotoxinas que destroem o sistema nervoso e induzem a paralisia muscular. Os poucos sintomas da mordida incluem endurecimento dos músculos faciais e incapacidade da vítima para ver ou falar. Caso o soro antiofídico não seja aplicado em um curto período de tempo, fica impossível reverter o quadro de envenenamento. Segundo estudos toxicológicos, o veneno da Krait Malasiana é tão letal aos seres humanos que 50% das vítimas morrem mesmo após a aplicação do soro antiofídico. Em camundongos, o LD50 é de 0,1 mg/kg.